# Bossanova (album)
Bossanova is het derde studioalbum van de Amerikaanse alternatieve rockgroep Pixies. Het album werd geproduceerd door Gil Norton en in 1990 uitgegeven op het label 4AD. Bossanova werd opgenomen in de Cherokee Studios, de Silverlake Studios de Aire in Los Angeles (Californië), en in de Hansa Tonstudios in Berlijn.
De sound van het album kent invloeden van spacerock en surf. De songteksten van de nummers gaan vooral over ufo's en aliens. 

## Nummers
Alle muziek en teksten zijn geschreven door Frank Black, tenzij anders aangegeven. 
| 1.                 | Cecilia Ann (The Surftones) | 2:05 |
| 2.                 | Rock Music                  | 1:52 |
| 3.                 | Velouria                    | 3:40 |
| 4.                 | Allison                     | 1:17 |
| 5.                 | Is She Weird                | 3:01 |
| 6.                 | Ana                         | 2:09 |
| 7.                 | All Over the World          | 5:27 |
| 8.                 | Dig for Fire                | 3:02 |
| 9.                 | Down to the Well            | 2:29 |
| 10.                | The Happening               | 4:19 |
| 11.                | Blown Away                  | 2:20 |
| 12.                | Hang Wire                   | 2:01 |
| 13.                | Stormy Weather              | 3:26 |
| 14.                | Havalina                    | 2:33 |
| Totale duur: 39:45 |                             |      |

## Muzikanten
- Black Francis (alias Frank Black), zang en gitaar
- Kim Deal, zang en basgitaar
- David Lovering, zang en drums
- Joey Santiago, gitaar